# سياج مليلية الحدودي

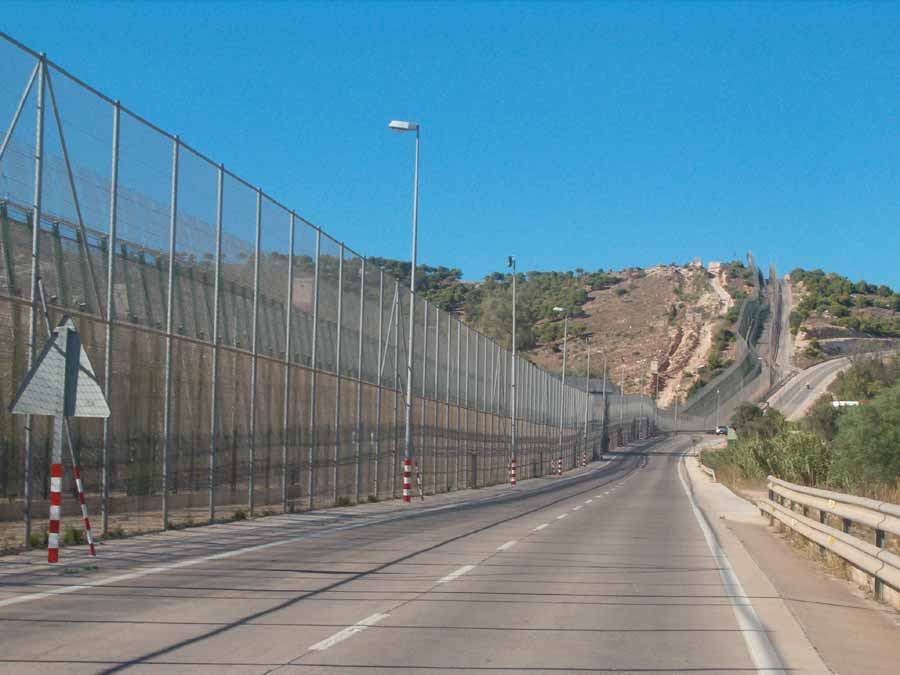
سياج مليلية الحدودي بين المليلية والمغرب

سياج مليلية الحدودي هو الجدار الفاصل بين المغرب ومدينة مليلية. شُيّد السياج من قِبل إسبانيا، وغرضه المعلن هو وقف الهجرة غير الشرعية وتهريب السلع.
صُنع السياج من أسلاك مشبكة بفتحات صغيرة، بتكلفة 33 مليون يورو. يتألف الفاصل من سياجين متوازيين بطول 12 كيلومترا وارتفاع 6 أقدام بأسلاك شائكة على القمة. تم تجهيز الجدار بوظيفة مراقبة وطريق بديلة بين السورين لمرور مركبات المراقبة. كما تم إغناؤه بكابلات توصيل شبكة من أجهزة الاستشعار الإلكترونية ومكبرات الصوت. تم تجهيز السياج بالأضواء ذات كثافة عالية وكاميرات فيديو للمراقبة ومعدات للرؤية الليلية. في سبتمبر ونوفمبر 2005، إثر أزمة الهجرة الجماعية من معسكر قريب من جبل كوروكو تم مضاعفة ارتفاعه من 3 إلى 6 أمتار.
يعترض المغرب على بناء الجدار لأنه لا يعترف بالسيادة الأسبانية على سبتة ومليلية، كما يطالب عبر الأمم المتحدة باسترجاعهما.

## نقاط العبور
تتواجد بين المغرب و مليلية 3 نقاط عبور:
- فرخانة
- باريو تشينو
- بني انصار

## مقالات ذات صلة
- قائمة الجدران
- سياج سبتة الحدودي
- الاستيلاء على مليلية
- جدار فاصل
- مليلية